# 拉德洛號驅逐艦 (DD-112)
拉德洛號驅逐艦（舷號DD-112）是一艘美國海軍建造的驅逐艦，為維克斯級驅逐艦的38號艦。她是美軍第二艘以拉德洛為名的軍艦，以紀念1812年戰爭時期的海軍軍官奧古斯塔·拉德洛（Augustus Ludlow）。
拉德洛號在1918年於聯合鋼鐵廠開始建造，在同年下水服役，其時第一次世界大戰已經結束。接著拉德洛號留在近海訓練，在1920年改裝為佈雷艇，主要用作訓練海軍後備役。1930年拉德洛號退役除籍，在1931年出售拆解。